# Лоренцон, Ливио
Ливио Лоренцон (итал. Livio Lorenzon; 6 мая 1923, Триест — 23 декабря 1971, Латизана) — итальянский киноактёр 1950-х и 1960-х годов.
Сыграл небольшие роли в некоторых запоминающихся комедиях по-итальянски таких режиссёров как Дино Ризи и Марио Моничелли.
На международном экране Лоренцон известен, преимущественно, появлениями в спагетти-вестернах 1960-х годов «Колорадо Чарли» (1965), «Хороший, плохой, злой» и «Секретная семёрка» (оба 1966).
Также снимался в других жанрах кино: пеплумах и фильмах о пиратах, например, «Королева пиратов» и «Ужас на морях».
В его манерах была зрелая мужественность, благодаря которой Лоренцон смотрелся убедительно во многих разноплановых ролях: одетый в сандалии и лорике как Римский центурион, в пончо и сомбреро как десперадо или даже как «крепкий орешек» — сержант на полях Первой мировой в «Большой войне».
Между 1952 и 1969 годами Лоренцон появился в 75 фильмах.
Он умер в 1971 году в Латизане в родном Фриули, став жертвой дорожно-транспортного происшествия, в возрасте 48 лет.